# Леквар

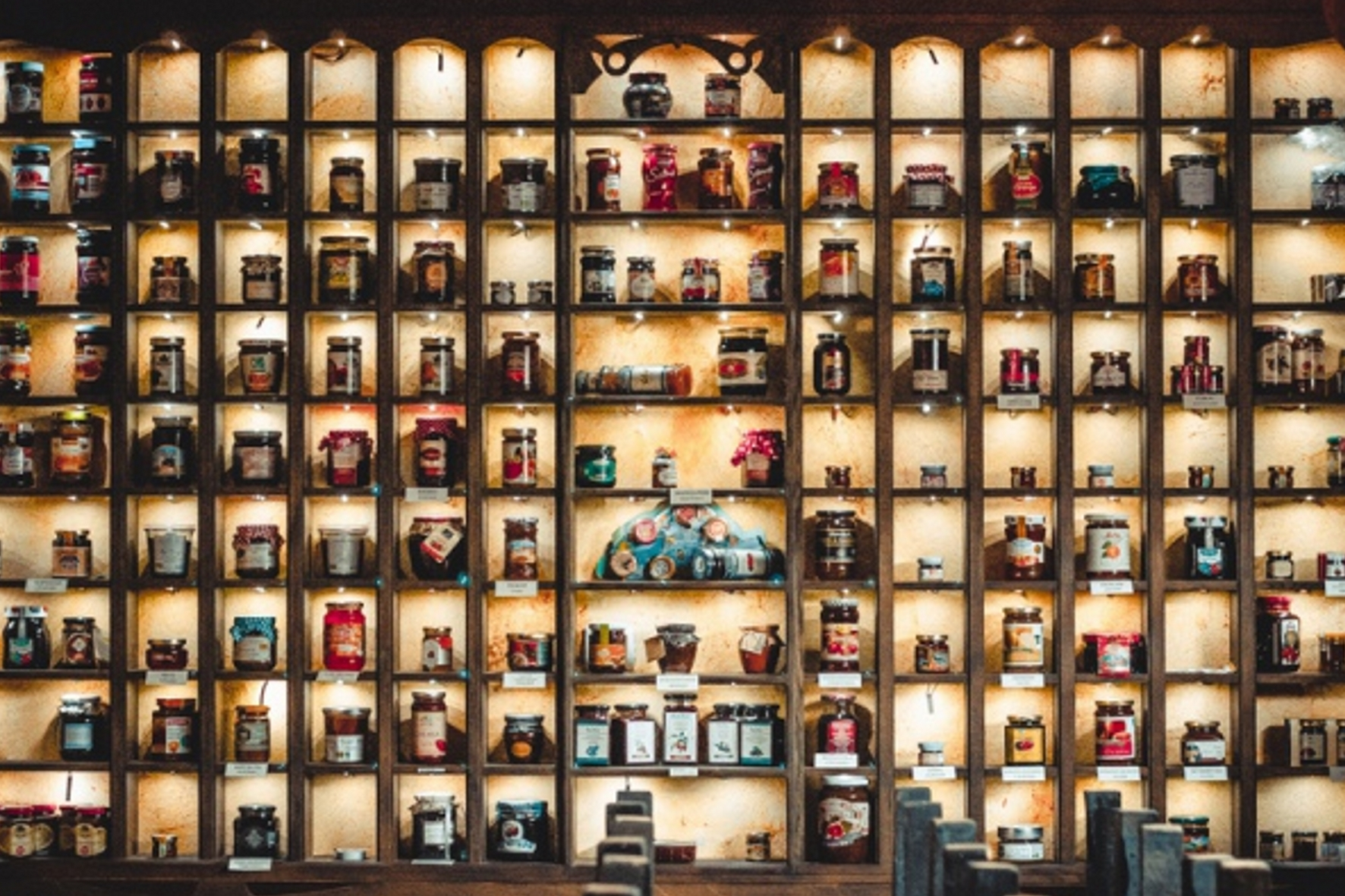
Експозиція музею леквару, с. Ботар (Закарпаття)

Ле́квар — традиційне закарпатське повидло, яке виготовляється зі слив сорту угорка або бистрицьких слив (сливи-бистриці), плоди яких можуть досягати розміру ківі, або локального сорту Немтудом. У залежності від сорту слив, леквар має більш виражений солодкий або кислий смак. Цукор не додається — це є характерною ознакою леквару. Продукт має дуже густу консистенцію, темно-синій, майже чорний колір та характерний запах чорносливу. 
Наказом Міністерства культури та інформаційної політики України від 25 липня 2022 року № 269 «Про внесення змін до Національного переліку елементів нематеріальної культурної спадщини України» сливовий леквар внесений до Національного переліку елементів нематеріальної культурної спадщини України під охоронним номером 050.нкс.

## Історія
Продукт відомий з початку XIX століття, що пов'язано з поширенням у регіоні фруктових садів у селянських господарствах. Леквар мав велике значення у повсякденному житті селян, бо сливи росли в кожному дворі і мали велику популярність у кулінарії. Його вживали окремим продуктом, десертом, а також для приготування низки страв: лекварош-дереє (нагадує вареники), пікниці (домашні ковбаси), ґомбовців, шутиминь (локальні смаколики), соусом до м'ясних страв.
Назва походить від угорського lekvár — «повидло», «варення» з різних фруктів.
Продукт тривалого зберігання, тому його вживали впродовж календарного року.
Серед переваг традиційного повидла:
- дієтичність завдяки відсутності цукру;
- велику кількість клітковини, що забезпечує швидке насичення;
- наявність у складі мікроелементів та вітамінів;
- абсолютну натуральність продукту;
- гіпоалергенність.

Приказка «впав у леквар» — про людину, яку засмоктала рутина чи робота.
Леквар і сьогодні популярний на Закарпатті. Він виробляється як для домашнього споживання, так і для продажу на ринку.